# Lycopodioides lindigii
Lycopodioides lindigii là một loài thực vật có mạch trong Họ Thạch tùng. Loài này được (A. Braun) Kuntze mô tả khoa học đầu tiên năm 1891.